# Плавание вольным стилем
Плавание вольным стилем — дисциплина плавания, в которой пловцу разрешается плыть любым способом. При этом на всей дистанции, за исключением отрезка не более 15 м после старта или разворота, «любая часть тела пловца должна разрывать поверхность воды».
В настоящее время ФИНА (Международная федерация плавания) проводит соревнования и регистрирует мировые рекорды вольным стилем на дистанциях 50 м, 100 м, 200 м, 400 м, 800 м, 1500 м и в эстафетах 4×100 м и 4×200 м у мужчин и женщин, в смешанной эстафете 4×100 м (плывут 2 мужчины и 2 женщины — неолимпийский вид) в 50-метровых и 25-метровых бассейнах, а также в эстафете 4×50 м в 25-метровых бассейнах.
Плавание вольным стилем входит также в качестве заключительного отрезка дистанции комплексного плавания и заключительного этапа комбинированной эстафеты; в этих случаях «вольный стиль» означает любой стиль, кроме плавания на спине, брасса и баттерфляя.
В современном плавании вольным стилем все участники используют кроль.

## История
Первоначально соревнования по плаванию проводились без разделения на стили; в современной справочной литературе такие заплывы тоже обозначены как «плавание вольным стилем».
В ходе развития плавания в соревнованиях вольным стилем использовались следующие стили:
- Брасс. Техника брасса впервые была проанализирована датчанином Николасом Винманом (дат. Nikolaus Wynmann) в книге, изданной в 1538 году; на протяжении нескольких столетий брасс занимал ведущее место во всех школах плавания[5].
- Овер-арм (англ. overarm stroke) — усовершенствованный англичанами в середине XIX века народный способ плавания на боку (англ. sidestroke))[5].
- Треджен-стиль; первоначальное название — double overarm stroke) — стиль плавания, который впервые продемонстрировал в 1873 году англичанин Джон Артур Треджен (англ. John Arthur Trudgen, 1852—1902). Постепенно треджен-стиль вытеснил брасс и овер-арм[5]. На длинных дистанциях треджен-стиль использовался на крупнейших соревнованиях ещё в 1920-е годы; последним олимпийским чемпионом и рекордсменом мира, использовавшим треджен-стиль, был канадец Джордж Ходжсон, победивший на Играх 1912 года в плавании на 400 м и 1500 м с мировыми рекордами[6].
- Кроль впервые был продемонстрирован австралийцем Ричмондом Кэвиллом (англ. Richmond Cavill, 1884—1938); первые крупные победы с использованием кроля одержали венгр Золтан Халмаи и американец Чарльз Дэниэльс, выигравшие на Играх 1904 года по 2 дистанции. Благодаря усовершенствованиям, внесённым американскими пловцами, кроль к концу 1920-х годов окончательно вытеснил другие стили[7].